# Dicranomyia laterospina
Dicranomyia laterospina là một loài ruồi trong họ Limoniidae. Chúng phân bố ở miền Australasia.